# ستيفن كينت أوستين
ستيفن كينت أوستين (بالإنجليزية: Steven Kent Austin)‏ هو منتج أفلام أمريكي، ولد في 3 أكتوبر 1957.

## وصلات خارجية
- ستيفن كينت أوستين على موقع IMDb (الإنجليزية)
- ستيفن كينت أوستين على موقع قاعدة بيانات الفيلم (الإنجليزية)